# Sacra Famiglia con angeli e santi
Sacra Famiglia con angeli e santi è un dipinto di Lubin Baugin. Eseguito verso il 1642, è conservato nella National Gallery di Londra.

## Descrizione
La Sacra Famiglia è qui rappresentata nel momento dell'incontro con il Battista infante e la madre Elisabetta, un episodio non narrato dai Vangeli e ricavato da fonti apocrife mediorientali. Lo stile è influenzato dalla lezione di Raffaello e del Parmigianino. L'ala destra dell'angelo è stata visibilmente modificata dal pittore durante l'esecuzione dell'opera.